# Relationer mellan Moldavien och Sverige
Relationer mellan Moldavien och Sverige refererar till de bilaterala relationerna mellan Moldavien och Sverige. Moldovien har en ambassad i Stockholm. Sverige har en ambassad i Chișinău.
Båda staterna är fullvärdiga medlemmar av Europarådet och Organisationen för säkerhet och samarbete i Europa.

## Svensk hjälp
Sverige är en av Moldaviens största biståndsgivare. 1996 började Sverige förse Moldavien med teknisk hjälp för 30 miljoner US-dollar, vilket hjälpte till med att utveckla bland annat skyddet för mänskliga rättigheter, demokrati, god samhällsstyrning, folkhälsa, utbildning, jordbruk, energi, infrastruktur, transport och den privata sektorn. Mycket av stödet delas ut genom Sida.
2007 skapade Sveriges regering en strategi för samarbete med Moldovien åren 2007-2010, vilket innebar 11 miljoner Euro i årlig ekonomisk hjälp för tre sektorer: god samhällsstyrning, stärkt konkurrenskraft på landsbygden och minskning av sårbarheten i energisektorn.